# Rangsit
Rangsit (tiếng Thái: รังสิต, phát âm [rāŋ.sìt]) là một thành phố và khu dân cư ở tỉnh Pathum Thani, Thái Lan. Rangsit là một thành phố đô thị hỗ trợ việc mở rộng Bangkok ở phía bắc. Rangsit đã trở thành một điểm khởi hành để đi đến các tỉnh ở phía bắc, đông bắc và phía đông Thái Lan.
Rangsit là nơi đặt địa điểm chính của Đại học Rangsit 

## Lịch sử
Trước đây, khu vực Rangsit là một cánh đồng rộng lớn, bao phủ khu vực từ phía bắc Bangkok, Pathum Thani đến Saraburi và phía đông của sông Chao Phraya được gọi là "Thung Luông" (หลวง, dùng để chỉ cánh đồng lớn), với diện tích khoảng 2.000 km² (khoảng 772 mi ²).
Vào thời điểm đó, đây là nơi sinh sống của nhiều loại động vật hoang dã, chẳng hạn như voi hoang dã, do đó được gọi là "Tha Khlong" (ท่ โขลง, đề cập đến bến tàu của đàn voi) trong một tên khác. Thường có những con voi hoang dã từ Khao Yai thường sống. Ngoài ra, đây cũng là môi trường sống duy nhất trong thế giới của loài hươu Schomburgk (Rucervus schomburgki) một loài hươu cỡ trung đã tuyệt chủng.
Cho đến khi vua Chulalongkorn (Rama V) trị vì vào giữa thời Rattanakosin, kênh tưới tiêu đầu tiên của Thái Lan đã được đào và đi qua khu vực này, nó được gọi là "Khlong Rangsit" để vinh danh con trai ông, Hoàng tử Rangsit Prayurasakdi, Hoàng tử Chainat để trở thành một khu vực nông nghiệp đặc biệt là trồng lúa, bao gồm các loại trái cây như quýt và làm cho khu vực Rangsit tiếp tục phát triển theo.